# Marknadsrätt
Marknadsrätt är en del av rättsordningen som reglerar bedrivandet av näringsverksamhet och företagens handlande på marknaden genom ramregler om företagens etablering, marknadsföring och konkurrens samt konsumentskydd.